# Sainte-Mère
Sainte-Mère település Franciaországban, Gers megyében. Lakosainak száma 204 fő (2022. január 1.). Sainte-Mère Castet-Arrouy, Gimbrède, Lectoure, Miradoux, Saint-Avit-Frandat és Sempesserre községekkel határos.

## Népesség
A település népessége az elmúlt években az alábbi módon változott:
| Lakosok száma | 205  | 173  | 172  | 187  | 211  | 216  | 215  | 209  | 209  | 204  |
|               | 1968 | 1982 | 1990 | 2006 | 2013 | 2015 | 2017 | 2019 | 2020 | 2022 |